# Sociologues sans frontières
Pour les articles homonymes, voir SSF.
Fondé à Madrid en 2001, Sociologues sans frontières (« Sociólogos Sin Fronteras », SSF) est une organisation non gouvernementale qui propose une sociologie cosmopolite et ses activités sont considérés comme de la sociologie publique. L'organisation a des « chapitres » actifs au Brésil, au Chili, en Italie, en Espagne et aux États-Unis, et récemment au Canada et en Iran. Lesdits chapitres ont des réunions régulières et organisent des sessions et participent à des conférences sociologiques nationales. Il y a un journal édité par Brill.

## Objectifs
Le but pédagogique central du groupe est de développer des programmes d'études sociologiques. Ses présupposés épistémologiques sont que les droits de l'homme et les marchandises collectives (ressources naturelles et y compris et démocratie participative) sont deux aspects du même concept.
Comme sociologues, le groupe recherche l'avancée des droits de l'homme en travaillant sur les communautés, les sociétés, les lieux de travail, et d'autres institutions sociales. Ils pronent un accès à un emploi décent, à la sécurité sociale, à l'éducation, au logement, à la sécurité pour la nourriture, à la santé, à la culture... à une identité et à une préférence sexuelle libre.
Les droits de l'homme incluent également l'égalité de genre et le principe que les groupes vulnérables ont besoin des protections spéciales, y compris celles des enfants, des plus vieux, des minorités raciales et ethniques handicapées et opprimées, des migrants, et du peuple autochtone. Ces principes sont tirés de la déclaration universelle des droits de l'homme (1948) qui identifie « la dignité inhérente » et « les droits égaux et inaliénables de tous les membres de la famille humaine », des divers traités et déclarations de l'Organisation des Nations unies dans les domaines  éducatifs, scientifiques, et culturels.
Ce cadre est considéré comme utopiste mais les Sociologues sans frontières considèrent que c'est nécessaire dans un monde de crises : guerres, différends civils, ressources environnementales en baisse, épidémies ainsi que des différences économiques croissantes entre le nord et le sud.